# CD Universe
CD Universe es un sitio web dedicado al comercio electrónico de música, películas y videojuegos. Posee un catálogo de 800.000 títulos en 2023, de los cuales 12 000 son audio libros.

## Historia
Charles Beilman fundó CD Universe en abril de 1996 en Wallingford (Connecticut), ciudad de Estados Unidos donde se encuentra su sede. En 1999, Beilman vendió CD Universe a eUniverse, para recomprarlo en octubre de 2000, después de que eUniverse decidiera centrarse en el negocio del entretenimiento.
Debido a una caída en las ventas de CD y DVD, en 2008 comenzó a explorar la posibilidad de explotar el mercado de las descargas digitales. En 2009, el sitio comenzó a ofrecer música digital en formato MP3 sin gestión de derechos digitales, debido a un convenio con Neurotic Media. En abril de 2016, Alexa clasificó a CD Universe, con base en sus visitas diarias, en el puesto 9055 en Estados Unidos y 12 684 a nivel mundial, con el 0,65% del tráfico de internet. En 2005 tenía 4 millones de visitas diarias. El 28 de mayo de 2024 el sitio web cerró definitivamente

## Seguridad informática
En enero del 2000, el sitio experimentó una importante violación de seguridad. El atacante consiguió extraer y copiar la información de más de 300 000 tarjetas de crédito y exigió 100 000 dólares a cambio de la misma. Esto obligó a American Express a tener que cambiar los datos de las tarjetas de 350 000 clientes. Aunque se llevó a cabo una investigación, el cracker ruso, conocido como Maxus, nunca fue capturado.

## Obras de caridad
Desde septiembre de 2014, CD Universe colabora con la organización sin ánimo de lucro Room to Read, en su proyecto de lucha contra el analfabetismo. También apoya a la Cruz Roja Americana colocando un enlace en su sitio web que permite a sus visitante realizar donaciones a esta institución.